# Snubbekorset
Snubbekorset er et tre meter højt kors i bornholmsk granit, der står på en bronzealderhøj på en mark ved en bivej mellem Herstedvester og Sengeløse. Korset er udført i romansk stil og bærer et kristusbillede i fladt relief med en lang indskrift, der beretter om, at herremanden Eskild Snubbe ca. 1230 rejste korset til minde om, at hans hustru her havde født ham en søn undervejs til hans borg ved Sengeløse; Bytteborg (nu Cathrinebjerg):
"Da Valdemar Seir styred Danmarks rige rejste Eskild Snubbe Hemmings Syn, her et Cristi kors, en ydmyg tak for sin hustrus lykkelige forlysning paa dette sted"
For at bevare korset til evig tid, donerede Eskild Snubbe to gårde på egnen til Roskilde Stift; til gengæld skulle kirken vedligeholde korset.
Domkapitlets forpligtelse er dokumenteret, hvorimod beretningen om, at det netop var Eskild Snubbe, der rejste korset, først kendes fra 1589. Tilsvarende kendes historien om den lykkelige fødsel først fra 1730 og må nok henregnes som et sagn.
Det nuværende kors fra 1903 står på et sted, hvor den gamle alfarvej mellem Roskilde og København lå. Det er tegnet af Martin Borch, udført af billedhugger Niels Hansen og rejst af arkivar Anders Thiset og digter Thor Lange som det foreløbigt sidste af mange kors på samme sted; man ved, at det i hvert fald er skiftet ud 1619, 1645, 1680 og 1715. I 1619 og 1645 skete det på Roskilde Domkapitels regning, men kapitlet blev nedlagt før 1680.
På bagsiden af korset er inskriptionen da også:
"Til at holde korset ved magt skænkede Eskild Snub-be gods til Domkirken i Roskilde som gang efter gang lod korset forny. Siden havde andre fromme hænder genrejst det, senest i 1715 til det i 1817 helt blev borttaget.
Atter er et kors rejst her i 1903 i tillid til at kommende tider vil frede dette vidne om henfarne slægters taknemmelighed mod forsynet hvis miskundhed varer evindeligt"
Snubbekorsvej, der løber fra Sengeløsevej i vest til i Ledøjevej i nordøst, har navn efter korset, som ligger et par hundrede meter fra vejen. Gården Snubbekorsgård har ligget i nærhed af korset, men blev flyttet, da vejforløbet ændrede sig. Navnet Snubbekorsgård kendes tilbage til i hvert fald 1488. En Eskild Snubbe kendes på egnen i 1230, men det er ikke sikkert, at han har noget med korset at gøre jf. sagnet. I Sengeløse Kirke ligger ligsten over flere medlemmer af slægten Snubbe.